# Rancourt (Somme)
Rancourt és un municipi francès situat al departament del Somme i a la regió dels Alts de França. L'any 2007 tenia 176 habitants.

## Demografia

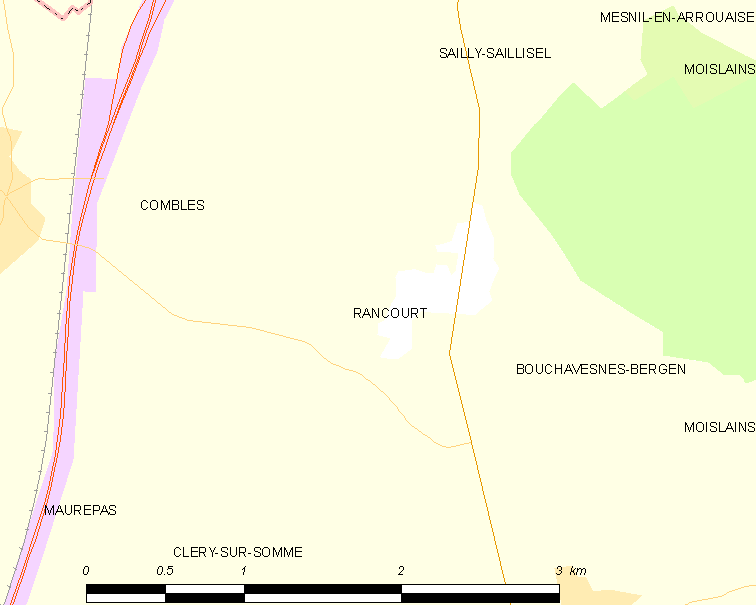
mapa del municipi

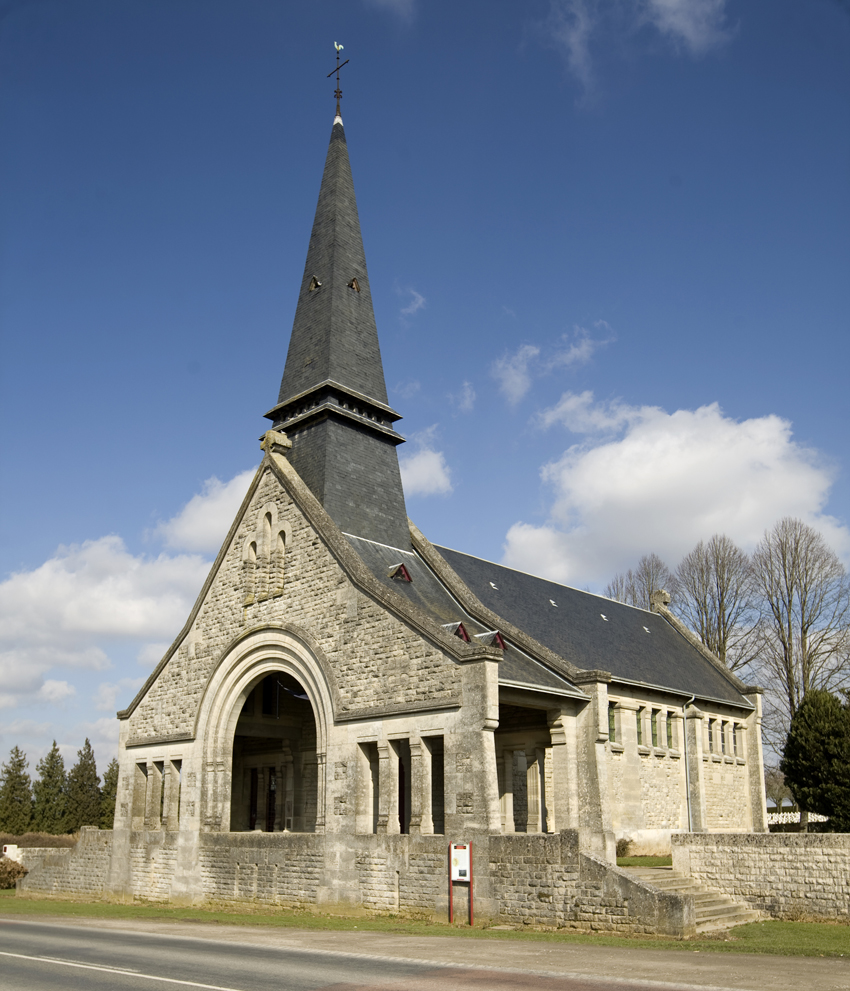
Memorial de Rancourt

### Població
El 2007 la població de fet de Rancourt era de 176 persones. Hi havia 68 famílies de les quals 16 eren unipersonals (4 homes vivint sols i 12 dones vivint soles), 24 parelles sense fills, 20 parelles amb fills i 8 famílies monoparentals amb fills.
La població ha evolucionat segons el següent gràfic:

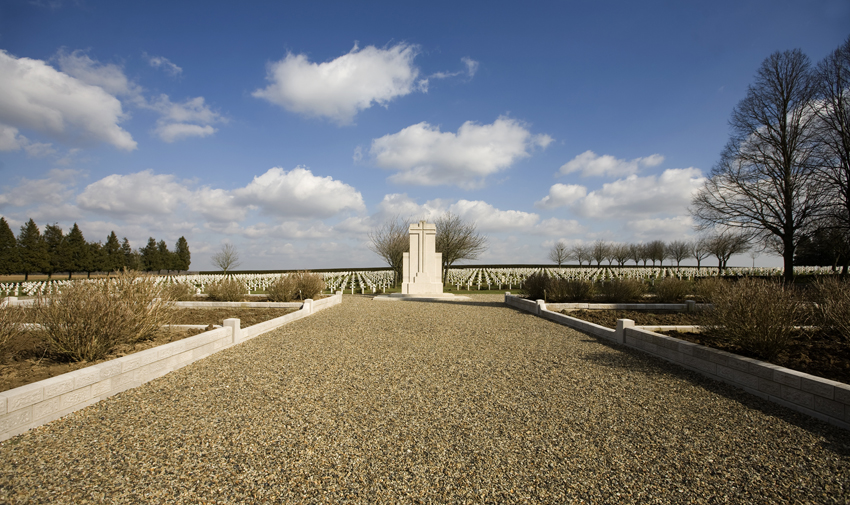
memorial

Habitants censats

### Habitatges
El 2007 hi havia 82 habitatges, 72 eren l'habitatge principal de la família, 5 eren segones residències i 5 estaven desocupats. 77 eren cases i 4 eren apartaments. Dels 72 habitatges principals, 52 estaven ocupats pels seus propietaris, 19 estaven llogats i ocupats pels llogaters i 1 estava cedit a títol gratuït; 2 tenien una cambra, 3 en tenien dues, 15 en tenien tres, 18 en tenien quatre i 34 en tenien cinc o més. 61 habitatges disposaven pel capbaix d'una plaça de pàrquing. A 33 habitatges hi havia un automòbil i a 33 n'hi havia dos o més.

### Piràmide de població
La piràmide de població per edats i sexe el 2009 era:
| Homes | Edats   | Dones |
| ----- | ------- | ----- |
| 0     | 95 o +  | 0     |
| 0     | 90 a 94 | 4     |
| 4     | 85 a 89 | 4     |
| 0     | 80 a 84 | 4     |
| 0     | 75 a 79 | 0     |
| 0     | 70 a 74 | 0     |
| 0     | 65 a 69 | 8     |
| 0     | 60 a 64 | 0     |
| 8     | 55 a 59 | 0     |
| 8     | 50 a 54 | 8     |
| 4     | 45 a 49 | 12    |
| 12    | 40 a 44 | 12    |
| 4     | 35 a 39 | 0     |
| 0     | 30 a 34 | 0     |
| 4     | 25 a 29 | 4     |
| 4     | 20 a 24 | 0     |
| 0     | 15 a 19 | 12    |
| 8     | 10 a 14 | 0     |
| 4     | 5 a 9   | 0     |
| 4     | 0 a 4   | 0     |

## Economia

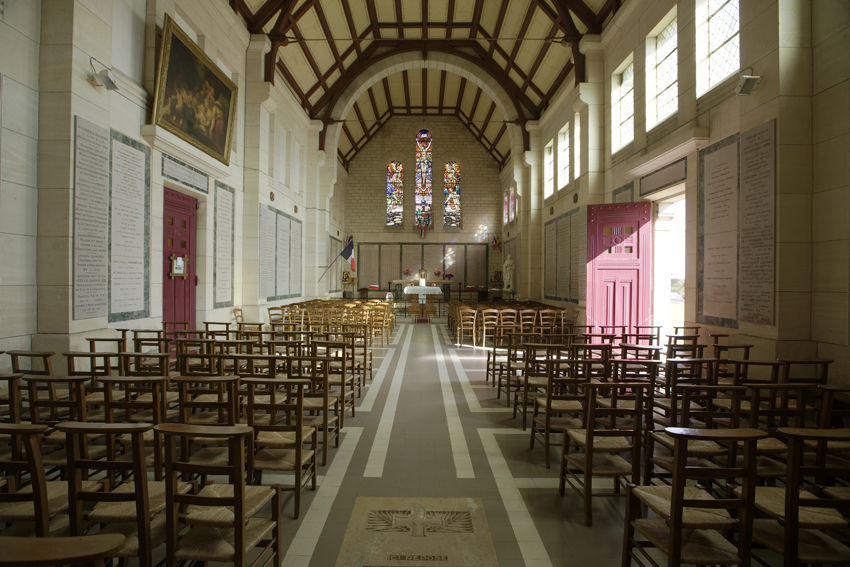
memorial

El 2007 la població en edat de treballar era de 121 persones, 93 eren actives i 28 eren inactives. De les 93 persones actives 83 estaven ocupades (43 homes i 40 dones) i 10 estaven aturades (6 homes i 4 dones). De les 28 persones inactives 10 estaven jubilades, 7 estaven estudiant i 11 estaven classificades com a «altres inactius».

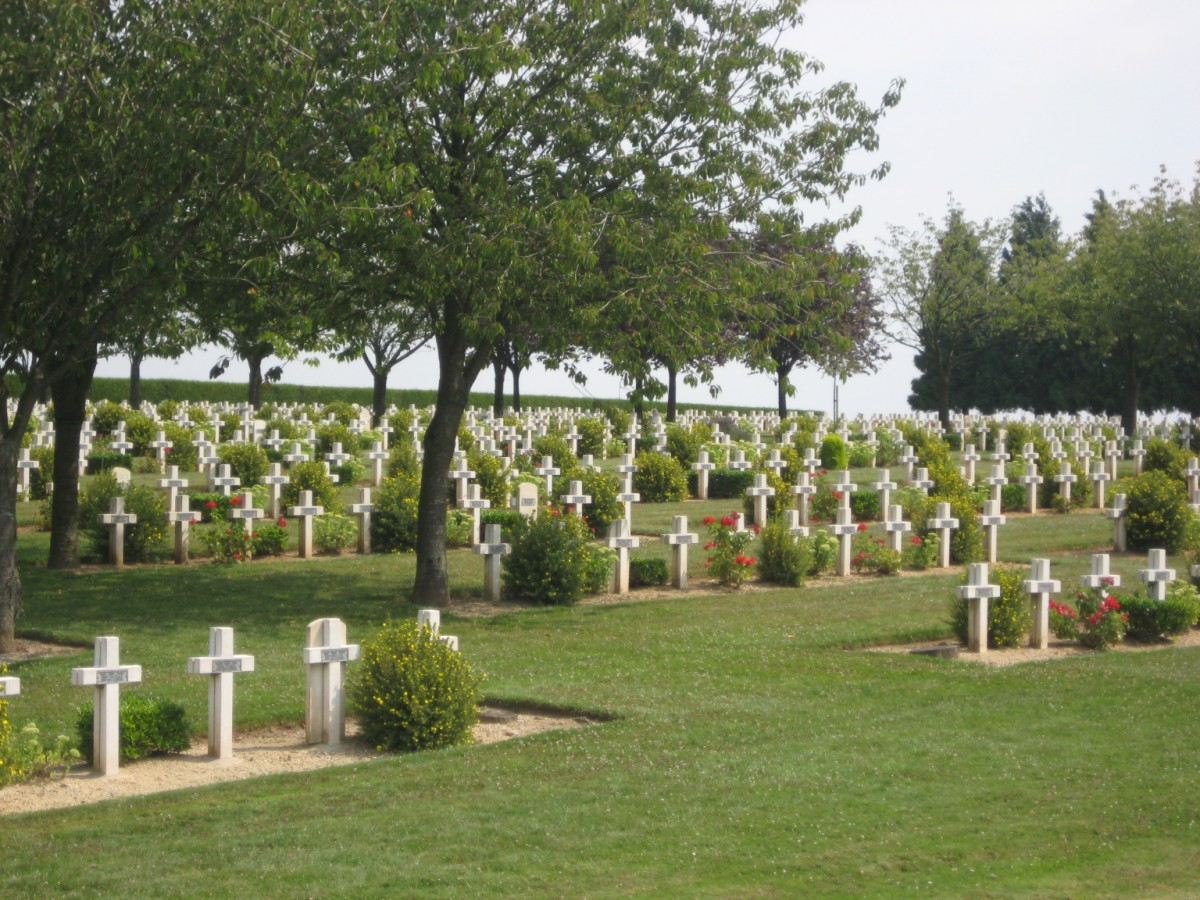
cementiri de Rancourt

### Ingressos
El 2009 a Rancourt hi havia 72 unitats fiscals que integraven 185 persones, la mediana anual d'ingressos fiscals per persona era de 18.660 €.

### Activitats econòmiques
Dels 7 establiments que hi havia el 2007, 1 era d'una empresa alimentària, 3 d'empreses de construcció, 1 d'una empresa de comerç i reparació d'automòbils, 1 d'una empresa d'hostatgeria i restauració i 1 d'una entitat de l'administració pública.
Dels 3 establiments de servei als particulars que hi havia el 2009, 1 era un paleta, 1 fusteria i 1 empresa de construcció.
L'any 2000 a Rancourt hi havia 3 explotacions agrícoles que ocupaven un total de 165 hectàrees.

## Poblacions més properes

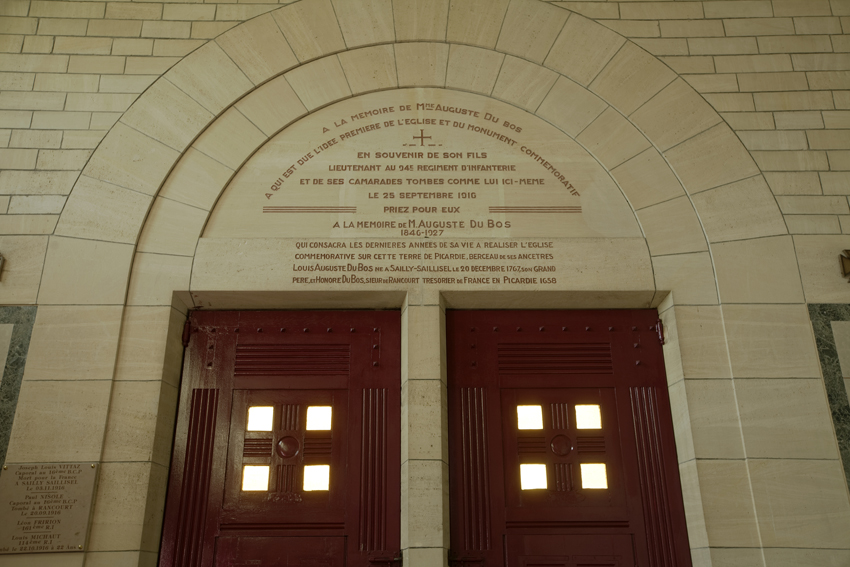

El següent diagrama mostra les poblacions més properes.